# Discestra mutata
Discestra mutata là một loài bướm đêm trong họ Noctuidae.